# Compolibat

Compolibat este o comună în departamentul Aveyron din sudul Franței. În 1 ianuarie 2022 avea o populație de 334 de locuitori.